# Cultura della colpa
Con il termine cultura della colpa, in lingua inglese guilt culture, in sociologia e antropologia culturale si intende un sistema di controllo sociale che sfrutta la morale e il senso di colpa per scoraggiare comportamenti ritenuti scorretti o premiare comportamenti ritenuti virtuosi.

## Sviluppo del concetto
A sviluppare per prima questa divisione tra società della vergogna e società della colpa fu l'antropologa culturale americana Ruth Benedict, che è giunta a questo concetto studiando il Giappone in contrapposizione alla società statunitense. Nel suo libro Il crisantemo e la spada del 1946 descrisse la società giapponese come una cultura della vergogna (shame culture) , mentre la società americana era descritto come una cultura della colpa (guilt culture) , definendo per la prima volta il concetto, che ebbe successo nella successiva ricerca antropologica.

## Nascita e affermazione
Mentre per l'età antica pre-cristiana la vergogna e l'onore erano i principali strumenti di mantenimento dell'ordine sociale, con l'avvento del Cristianesimo si completò quel processo, cominciato con filosofie come lo stoicismo, di interiorizzazione della morale. 
Una società della colpa fa uso della morale individuale di ogni persona per far temere le punizioni per i comportamenti scorretti o immorali e per far ambire il premio per le azioni corrette e virtuose.
Nonostante il cambiamento culturale apportato dal cambio di religione, alcuni popoli, anche europei, hanno continuato per secoli ad applicare sistemi di cultura della vergogna.
Tuttavia è  oggi difficile operare una chiara distinzione tra i diversi tipi di controllo sociale utilizzato, visto che c'è spesso disaccordo tra gli studiosi sull'appartenenza di una cultura all'uno o all'altro tipo.